# 弗雷讷莱兰斯
弗雷讷莱兰斯（法語：Fresne-lès-Reims，法語發音：[fʁɛn lɛ ʁɛ̃s]，意为“兰斯附近的弗雷讷”）是法国马恩省的一个旧市镇，属于兰斯区。弗雷讷莱兰斯已于2017年1月1日起和相邻的勃艮第合并为新市镇勃艮第-弗雷讷（Bourgogne-Fresne）

## 地理
弗雷讷莱兰斯（49°20'17"N, 4°5'54"E）面积12.46 平方千米，位于法国大東部大區马恩省，该省份为法国东北部内陆省份，北起阿登省，西北接埃纳省，西南接塞纳-马恩省，南至奥布省，东南接上马恩省，东临默兹省。
与弗雷讷莱兰斯接壤的市镇（或旧市镇、城区）包括：叙普河畔圣艾蒂安、贝特尼、叙普河畔布尔特、勃艮第、波马克勒、维特里莱兰斯。
弗雷讷莱兰斯的时区为UTC+01:00、UTC+02:00（夏令时）。

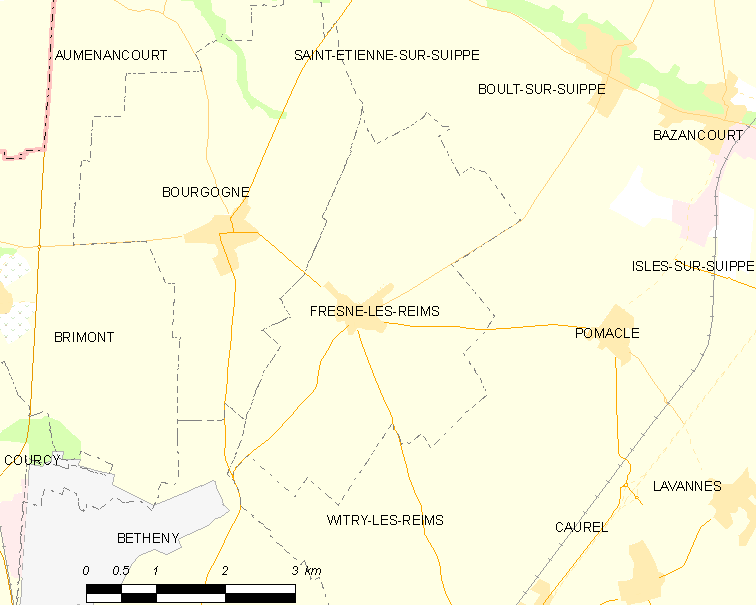
弗雷讷莱兰斯的OSM定位图

## 行政
弗雷讷莱兰斯的邮政编码为51110，INSEE市镇编码为51261。

## 政治
弗雷讷莱兰斯所属的省级选区为勃艮第-弗雷讷县。

## 人口

1962-2008年间弗雷讷莱兰斯人口变化图示

弗雷讷莱兰斯于2018年1月1日时的人口数量为421人。